# NCSM Margaret Brooke (NPEA 431)
Le NCSM Margaret Brooke (NPEA 431) est un navire de patrouille extra-côtier et de l'Arctique. Le second de la classe Harry DeWolf. Il a été livré pour les essais d'acceptation le 15 juillet 2021 à la Marine royale canadienne. La mise en service devait avoir eu lieu en octobre 2022. Son port d'attache est la base d'Halifax, en Nouvelle-Écosse. Le navire est le premier du nom, nommé d'après l'infirmière militaire de la Marine royale canadienne Margaret Brooke. La classe "Harry DeWolf" sera constituée de six navires résistant aux glaces dans le but de permettre une surveillance armée des eaux du Canada, y compris de l'Arctique.
En juin 2024, sa présence à La Havane, à proximité de navires russes entraine une polémique.